# 2. domobranski zbor
Drugi domobranski zbor bio je zbor Kopnene vojske Domobranstva NDH. Stvoren je 1. studenog 1941. sa stožerom u Slavonskom Brodu. 

## Ustroj
Od studenog 1941. do 1. svibnja 1943. zbor je izgledao ovako:
- 3. divizija, Vinkovci
- 4. divizija, Doboj
- Banjalučki zdrug, Banja Luka

Nakon preustroja 1943., u sastavu zbora bile su ove postrojbe:
- 1. lovački zdrug, Doboj
- 3. lovački zdrug, Vinkovci
- 4. lovački zdrug, Bosanski Novi
- 5. posadni zdrug, Nova Gradiška
- 6. posadni zdrug, Doboj
- 7. posadni zdrug, Hrv. Mitrovica
- 10. posadni zdrug, Tuzla
- 2. doknadni zdrug, Vinkovci